# Tomislav Piplica
Tomislav Piplica est un footballeur international bosnien né le 5 avril 1969 à Bugojno (Yougoslavie). Il évoluait en tant que gardien de but à l'Energie Cottbus.
Ses partenaires le surnomme "Pipi" ou "Le Pirate".

## Palmarès
- Vainqueur de la Coupe du monde des moins de 20 ans en 1987 avec la Yougoslavie.

## Carrière d’entraîneur
- oct. 2012-déc. 2012 :  Torgelow
- 2013-2015 :  FC Eilenburg
- depuis sep. 2016 :  FSV Wacker 90 Nordhausen